# معجزه باد
معجزه باد (به انگلیسی: A Far Off Place) یا مکانی دورافتاده فیلمی محصول سال ۱۹۹۳ و به کارگردانی مایکل سالمون است. در این فیلم بازیگرانی همچون ریس ویترسپون، ایتان امبری، جک تامپسون، ماکسیمیلیان شل، رابرت جان برک و پاتریشیا کالمبر ایفای نقش کرده‌اند.